# Windows Anytime Upgrade
Windows Anytime Upgrade là một thành phần đã ngừng phát triển của Windows Vista và Windows 7 cho phép người dùng nâng cấp các phiên bản Windows của họ (ví dụ như từ Home Basic lên Ultimate). Giá cho các bản nâng cấp mua qua Anytime Upgrade cũng sẽ được ưu đãi giảm so với giá gói bán lẻ truyền thống. Trong Windows 8 và Windows 8.1, tính năng này được đổi tên thành Add features to Windows (Thêm tính năng vào Windows) và được dùng để mua một giấy phép nâng cấp lên phiên bản Pro của hệ điều hành hay để bổ sung Windows Media Center vào phiên bản Pro đã được cài đặt sẵn. Tuy nhiên, tính năng này trong Windows 8 và Windows 8.1 đã bị ngừng lại vào ngày 31 tháng 10 năm 2015.

## Lịch sử

Một phiên bản tiền phát hành của Anytime Upgrade trong Windows Vista bản dựng 4093

Windows Anytime Upgrade được phát triển trước khi khởi động lại quá trình phát triển Windows Vista, khi đó còn được biết tới qua tên mã "Longhorn." Một phiên bản tiền phát hành của tính năng này có thể được tìm thấy trong bản dựng 4093.
Vào ngày 26 tháng 2 năm 2006, Microsoft đã công bố các phiên bản của Windows Vista sẽ được phát hành tại các đơn vị bán lẻ và qua các Nhà sản xuất phụ tùng gốc (OEM). Sau thông báo này, nhiều hãng truyền thông công nghệ đã đưa tin rằng Anytime Upgrade sẽ cho phép người dùng nâng cấp lên các phiên bản cao hơn.

## Tổng quan

### Phiên bản Windows Vista
Tất cả các phiên bản của Windows Vista, ngoại trừ Enterprise, được lưu trữ trong cùng một đĩa cài đặt bán lẻ hoặc OEM—một mã kích hoạt cho phiên bản được mua sẽ quyết định phiên bản được cài đặt. Khi được ra mắt lần đầu, Anytime Upgrade cho phép người dùng mua một giấy phép kỹ thuật số từ một nhà bán lẻ trực tuyến để nâng cấp phiên bản Windows Vista của họ. Khi người dùng đã mua được một giấy phép, giấy phép này cũng với hóa đơn và cá thông tin khác sẽ được lưu trữ trong khóa số của người dùng tại nền tảng phân phối kỹ thuật số Windows Marketplace; điều này sẽ cho phép người dùng lấy thông tin này tại một vị trí bên ngoài để xem lại hoặc cài đặt lại hệ điều hành nếu cần. Người dùng từ đó có thể tiến hành kích hoạt lên phiên bản tương ứng với giấy phép đã được mua thông qua các thành phần được lưu trữ trên ổ đĩa cứng bởi OEM của chiếc máy tính cá nhân, thông qua một chiếc đĩa DVD Anytime Upgrade được cung cấp bởi OEM, hoặc thông qua phương tiện cài đặt bán lẻ tương thích với Anytime Upgrade. Nếu không có sẵn các lựa chọn trên, Anytime Upgrade cho phép người dùng mua một đĩa DVD trực tuyến và chuyển tới qua bưu điện.
Microsoft cũng phát hành gói bản lẻ dành cho Anytime Upgrade. Các sản phẩm bán lẻ được phát hành trong buổi ra mắt người dùng của Windows Vista vào ngày 30 tháng 1 năm 2007. Phiên bản đầu tiên của các sản phẩm này chỉ đi kèm với một giấy phép nâng cấp, nhưng sau đó được bổ sung thêm một đĩa DVD và giấy phép sản phẩm vào tháng 5 năm 2007. Nhằm cải thiện quá trình nâng cấp, Microsoft thông báo sẽ ngừng phân phối giấy phép số vào ngày 20 tháng 2 năm 2008; các giấy phép được mua trước đó sẽ không bị ảnh hưởng. Với thay đổi này, người dùng sẽ phải mua gói bán lẻ đã nói ở trên để sử dụng tính năng Anytime Upgrade và Windows Vista Gói dịch vụ 1 cũng đã bỏ tùy chọn mua giấy phép trực tuyến. Các đĩa DVD cho Anytime Upgrade chỉ được sản xuất cho Windows Vista.
Anytime Upgrade trong Windows Vista sẽ thực hiện cài đặt lại toàn bộ phiên bản sản phẩm mới nhưng sẽ giữ lại dữ liệu, chương trình và cài đặt của người dùng. Quá trình này có thể mất khá nhiều thời gian, lên tới vài tiếng đồng hồ.

### Phiên bản Windows 7
Anytime Upgrade trong Windows 7 không còn thực hiện cài đặt lại toàn bộ Windows như trước nữa. Các thành phần trong phiên bản được nâng cấp lên thay vào đó được cài đặt sẵn trực tiếp vào hệ điều hành; kết quả là tốc độ nâng cấp đã được cải thiện đáng kể. Microsoft cho biết một lần nâng cấp sẽ mất khoảng 10 phút. Anytime Upgrade cũng không yêu cầu các ổ đĩa phương tiện hay phần mềm bổ sung. Thay vào đó, Windows 7 sẽ yêu cầu người dùng mua một giấy phép trực tuyến, tương tự như chức năng lúc đầu đã bị loại bỏ sau đó khỏi Windows Vista với Gói dịch vụ 1. Microsoft cũng sẽ phát hành gói Anytime Upgrade dành cho Windows 7 tại các nhà bán lẻ. Tuy nhiên, gói này sẽ chỉ bao gồm giấy phép cho phiên bản được nâng cấp lên, do Anytime Upgrade trong hệ điều hành không cần phương tiện cài đặt ngoài.

## Các vùng hỗ trợ
Khi mới được công bố, Anytime Upgrade được hỗ trợ tại Hoa Kỳ, Canada, EMEA, Liên minh châu Âu, Na Uy, Thụy Sỹ, và Nhật Bản, và Microsoft cũng cho biết khu vực hỗ trợ của chương trình này sẽ được mở rộng sau khi phát hành Windows Vista. Gói bán lẻ phiên bản tiếng Anh cho Anytime Upgrade được phát hành tại buổi ra mắt người dùng của Windows Vista dành cho các khu vực Bắc Mỹ và Châu Á-Thái Bình Dương.
Vào năm 2009, Ars Technica cho biết gói bán lẻ Anytime Upgrade cho Windows 7 có thể chỉ có sẵn tại các vùng không có truy cập Internet băng thông rộng hoặc những nơi không thể cung cấp gói bán lẻ. Anytime Upgrade trong Windows 7 chỉ được hỗ trợ tại một số khu vực.